# Смирній пронизанолистий
Смирній пронизанолистий, смірній пронизанолистий (Smyrnium perfoliatum) — вид рослин з родини окружкових (Apiaceae), поширений у Європі, північно-західній Африці, західній Азії.

## Опис
Однорічна рослина висотою 50–150 см. Рослина гола, з потовщеним яйцеподібним або кулястим кореневищем. Стебло з крилатими гранями, вгорі розгалужене. Прикореневі листки на черешках, двічі-тричі розсічені, довгасто-яйцеподібні з зубчато-пильчастими часточками, 4–8 см завдовжки. Стеблові листки сидячі, стеблоохопні, яйцеподібні, з глибоко-серцеподібною основою, на краю зубчасті, цільні або 3-роздільні. Дворічна рослина. Суцвіття зонтичне. Віночок зеленувато-жовтий. 2n=22.

## Поширення
Поширений у західній, центральній, південній і південно-східній Європі, північно-західній Африці, західній Азії.
В Україні зростає у тінистих гірських лісах — у гірському Криму (крім яйли), нерідко.